# Maverick (film)
Maverick er en amerikansk western komediefilm fra 1994 instrueret og produceret af Richard Donner og med Mel Gibson i titelrollen som gambleren Bret Maverick. Desuden medvirker Jodie Foster og James Garner. Filmen er baseret på tv-serien Maverick fra 1957-1962.
Maverick var nomineret til en Oscar for bedste kostumer.

## Medvirkende
- Mel Gibson
- Jodie Foster
- James Garner
- Graham Greene
- Alfred Molina
- James Coburn
- Paul L. Smith
- Dub Taylor
- Geoffrey Lewis
- Paul L. Smith
- Dan Hedaya
- Dennis Fimple
- Denver Pyle
- Clint Black
- Max Perlich
- Art LaFleur